# Hôtel Durbé
L'hôtel Durbé, ou hôtel Durbé et Collin, est un hôtel particulier de style néo-classique bâti au milieu du XVIIIe siècle à  Nantes, en France. Il est situé à l'angle du quai de la Fosse et de la rue Mathurin-Brissonneau, dans le quartier Dervallières - Zola. L'immeuble est inscrit au titre des monuments historiques en 1926.

## Historique
Salomon Bonnier, seigneur de la Chapelle-Coquerie, vend en 1752 au négociant et capitaine de navire Claude Durbé pour 14 350 livres un terrain situé sur le pré Lévêque, puis, en 1755, un second terrain pour 6 320 livres à Jacques Collins.
L'immeuble est construit en 1756. Il est admis que l'architecte en est Pierre Rousseau, qui œuvrera plus tard lors de l'urbanisation de l'île Feydeau. Le plus connu des propriétaires initiaux est Durbé. Le site est un temps la propriété de la compagnie des Indes, entre 1719 et 1733. C'est pourquoi le nom d'« hôtel de la compagnie des Indes » est attribué à tort à l'immeuble.
La façade de l'hôtel Durbé est inscrite aux titre des monuments historiques par arrêté du 7 janvier 1926.

## Architecture
Les matériaux utilisés pour la construction sont le tuffeau et le granit. Élevé sur un sol meuble, l'immeuble s'enfonce lors des travaux ; les ajustements opérés en compensation lui donnent un air penché.

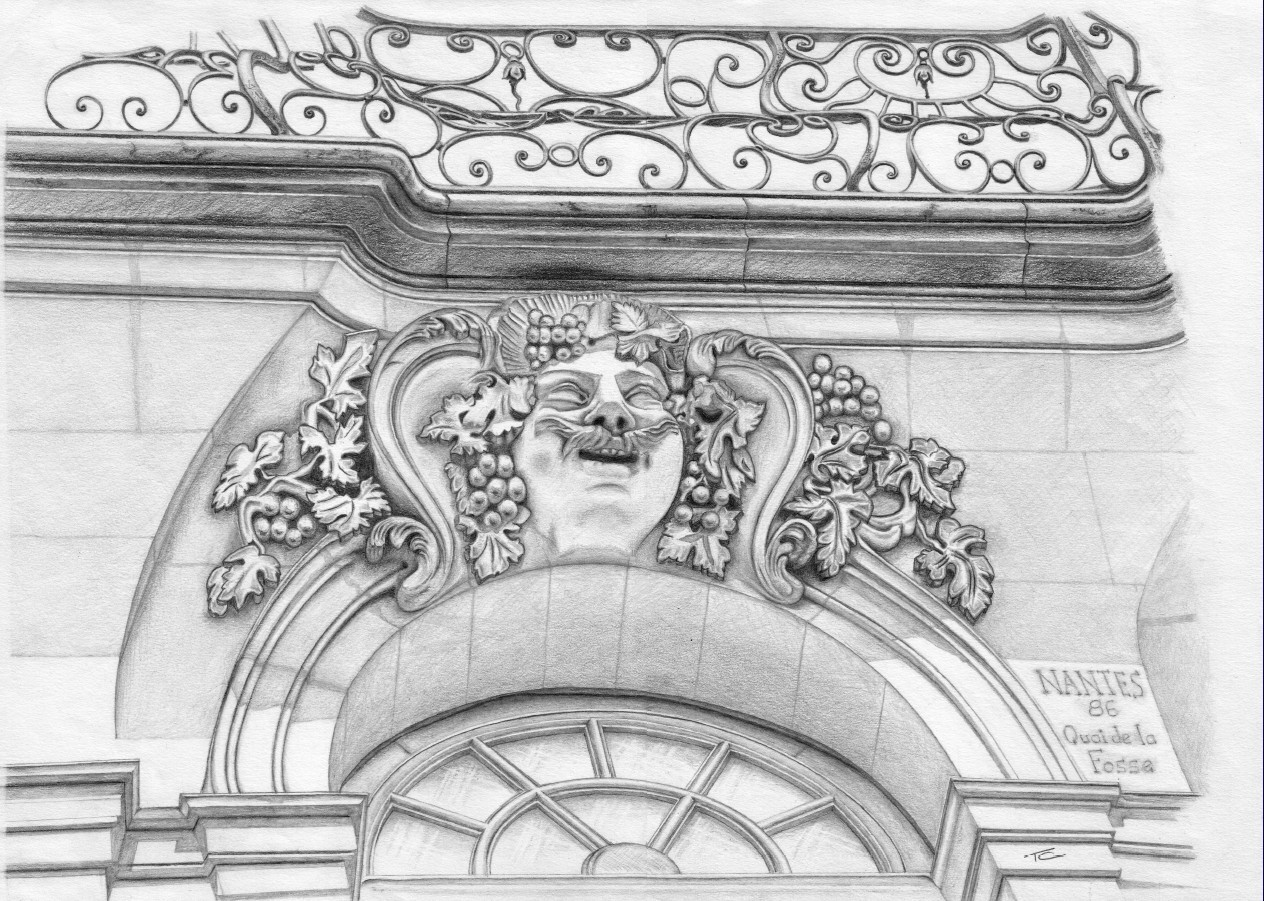
Façade d'immeuble au 86 Quai de la Fosse